# Црква Светог Илије у Имљанима
Црква Светог Илије у Имљанима је храм Српске православне цркве који припада Епархији бањалучкој. Налази се у селу Макарићи у насељеном мјесту Имљани на подручју општине Кнежево.
Сматра се да је храм саграђен око 1463. године за време турске владавине, док остаци камених блокова у темељима садашње цркве наговештавају да је црква постојала на овом месту и у доба Немањића.
У овој цркви се чува вредна реликвија позната као „ђедовски штап”, за коју локално становништво верује да је то штап Светог Јована Крститеља.